# Badische Tenderreihe 2’2’ T 15
Die Badische Tenderreihe 2’2’ T 15 war eine Schlepptenderreihe der Großherzoglich Badischen Staatseisenbahnen. Die Zahlen vor dem T beschreiben die Achsformel und die hinten den Wasserkasteninhalt in gerundeten ganzen Kubikmetern.

## Geschichte
Der Prototyp dieser Reihe entstand 1895 in den bahneigenen Werkstätten in Karlsruhe. Verwendet wurde dieser Typ mit zweiachsigen Drehgestellen, der ausschließlich von der belgischen Wagenbauanstalt Baume & Marpent gebaut wurde, bei den Schnellzug-Dampflokomotiven der Gattung II c (ab 1897) und einem Teil der Badischen IV e. Laut den Bestandslisten vom 1. Januar 1913 waren 57 Exemplare vorhanden.